# Arctomercaticeras
Arctomercaticeras – rodzaj głowonogów z podgromady amonitów.
Żył w okresie jury (toark).